# Chandragupta II
 (avril 2024).
Si vous disposez d'ouvrages ou d'articles de référence ou si vous connaissez des sites web de qualité traitant du thème abordé ici, merci de compléter l'article en donnant les références utiles à sa vérifiabilité et en les liant à la section « Notes et références ».
Chandragupta II , appelé aussi Chandragupta Vikramâditya, est un râja Gupta du Magadha (règne de 380 à 415).
À la mort de son père Samudragupta en 375, il semble que son fils aîné Ram Gupta lui succède. Chandragupta II monte sur le trône en 380. C'est un grand conquérant et un fin diplomate. Il marie sa fille Prabhavatigupta avec le roi Vakataka Rudrasena II (règne de 385 à 390), dont la mort prématurée permet aux Gupta de renforcer leur mainmise sur le Deccan.
Fort de son alliance avec les Vakataka, il détruit les royaumes saka (scythe) du Mâlvâ, du Gujarat et du Kâthiâwar après 388 et transfère sa capitale de Patna à Ujjain (Ujjayinî). L’annexion des provinces de l’ouest donne aux Gupta le contrôle du commerce avec l’Europe et l’Égypte. Le port de Barukaccha (en grec Barygaza, actuelle Bharuch), à l’embouchure de la Narbada, tombe aux mains des Gupta.
Chandragupta porte l'empire à son apogée territorial et culturel. Il s'entoure d'un cercle de poètes d'expression sanskrite surnommés les « neuf joyaux (en) », dont le plus célèbre serait Kalidasa. Son fils Kumarâgupta Ier lui succède en 415. Ce fils eut quatre enfants avec trois femmes.

## Noms et titres
Chandragupta II est le deuxième souverain de la dynastie à porter le nom de « Chandragupta », le premier étant son grand-père Chandragupta Ier. Il était aussi simplement connu sous le nom de « Chandra », comme l'attestent ses pièces de monnaie.   L'inscription de Sanchi de son officier Amrakardava indique qu'il était aussi connu sous le nom de Deva-raja. Les archives de sa fille Prabhavatigupta, émise en tant que reine Vakataka, l'appellent Chandragupta ainsi que Deva-gupta. Deva-shri (Prononcé : Devaśri) est une autre variation de ce nom. L'inscription du pilier de fer de Delhi indique que le roi Chandra était également connu sous le nom de « Dhava » : si ce roi Chandra est identifié avec Chandragupta (voir ci-dessous), il semble que « Dhava » était un autre nom pour le roi. Il est aussi possible que « dhava » soit une erreur pour un nom commun « bhava », bien que cela soit peu probable, car le reste de l'inscription ne contient aucune erreur.
Un passage du Vishnu Purana suggère que des parties importantes de la côte orientale de l'Inde — Kosala, Odra, Tamralipta et Puri — étaient gouvernées par les Devarakshitas à peu près à la même époque que les Guptas. Comme il semble peu probable qu'une obscure dynastie nommée Devarakshita ait été assez puissante pour contrôler un territoire substantiel pendant la période Gupta, certains érudits, comme Dasharatha Sharma, ont émis la théorie que « Deva-rakṣita » (prononcé: Devarakshita) était un autre nom pour Chandragupta II. D'autres, comme D. K. Ganguly, s'opposent à cette théorie, arguant que cette identification est tout à fait arbitraire, et ne peut être expliquée de manière satisfaisante.
Chandragupta portait les titres de Bhattaraka et de Maharajadhiraja, ainsi que l'épithète Apratiratha (« n'ayant ni égal ni antagoniste »). Dans l'inscription publiée sous le règne de son descendant Skandagupta et qui figure sur le pilier de pierre de Supiya, il est aussi appelé « Vikramaditya ».